# Stewart County (Georgia)
Das Stewart County ist ein County im Bundesstaat Georgia der Vereinigten Staaten. Der Verwaltungssitz (County Seat) ist Lumpkin.

## Geographie
Das County liegt im Südwesten von Georgia, an der Grenze zu Alabama und hat eine Fläche von 1200 Quadratkilometern, wovon zwölf Quadratkilometer Wasseroberfläche sind, und grenzt im Uhrzeigersinn an folgende Countys: Chattahoochee County, Marion County, Webster County, Randolph County und Quitman County.

## Geschichte
Stewart County wurde am 23. Dezember 1830 gebildet. Benannt wurde es nach General Daniel Stewart, einem Offizier im Revolutionskrieg und Urgroßvater von Präsident Theodore Roosevelt.

## Demografische Daten

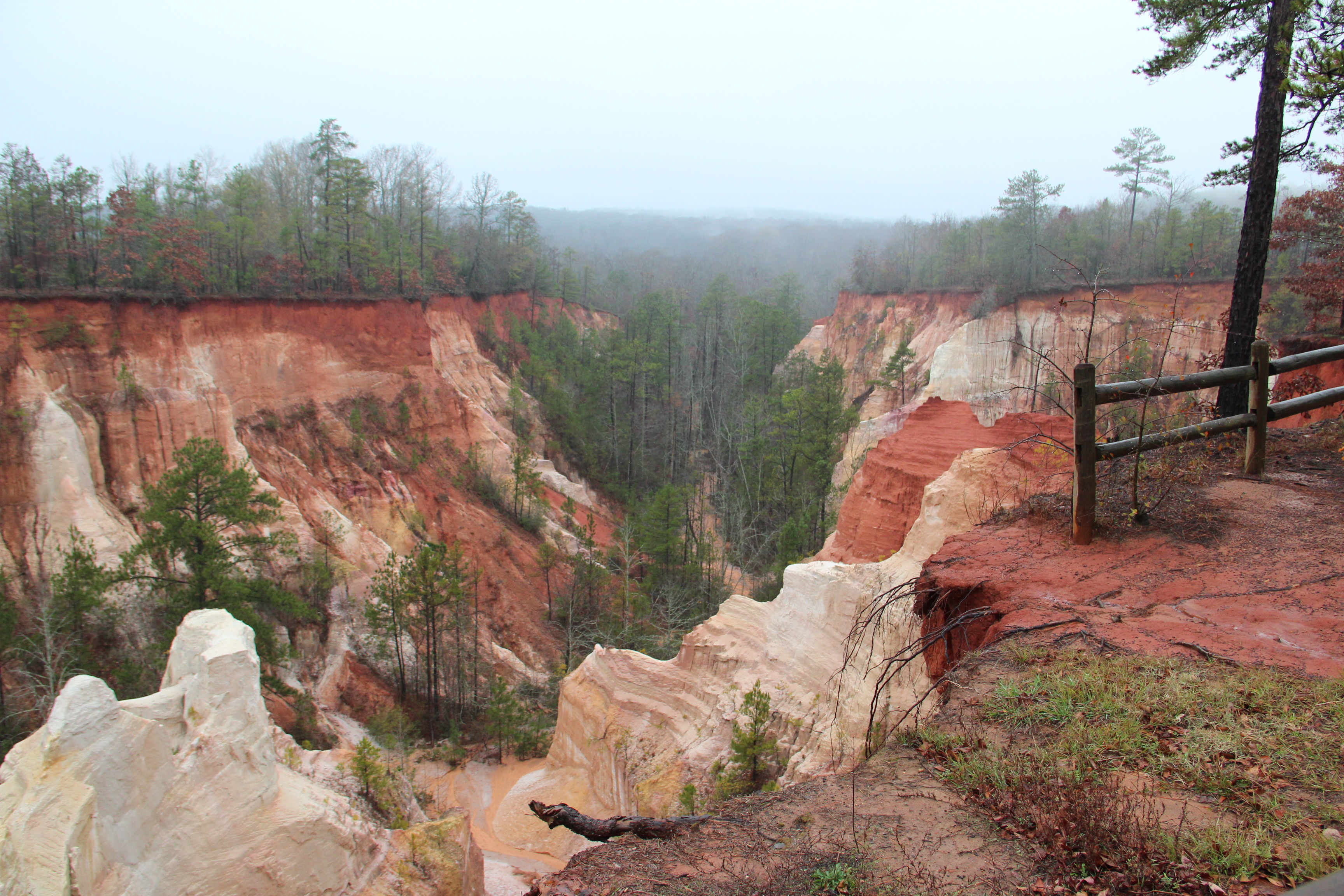
Der Providence Canyon State Park

Laut der Volkszählung von 2010 verteilten sich die damaligen 6058 Einwohner auf 1862 bewohnte Haushalte, was einen Schnitt von 2,35 Personen pro Haushalt ergibt. Insgesamt bestehen 2383 Haushalte.
63,7 % der Haushalte waren Familienhaushalte (bestehend aus verheirateten Paaren mit oder ohne Nachkommen bzw. einem Elternteil mit Nachkomme) mit einer durchschnittlichen Größe von 2,97 Personen. In 28,2 % aller Haushalte lebten Kinder unter 18 Jahren sowie in 33,9 % aller Haushalte Personen mit mindestens 65 Jahren.
18,0 % der Bevölkerung waren jünger als 20 Jahre, 36,2 % waren 20 bis 39 Jahre alt, 26,9 % waren 40 bis 59 Jahre alt und 19,1 % waren mindestens 60 Jahre alt. Das mittlere Alter betrug 37 Jahre. 60,8 % der Bevölkerung waren männlich und 39,2 % weiblich.
28,0 % der Bevölkerung bezeichneten sich als Weiße, 47,3 % als Afroamerikaner, 0,2 % als Indianer und 0,7 % als Asian Americans. 22,8 % gaben die Angehörigkeit zu einer anderen Ethnie und 1,0 % zu mehreren Ethnien an. 24,0 % der Bevölkerung bestand aus Hispanics oder Latinos.
Das durchschnittliche Jahreseinkommen pro Haushalt lag bei 20.882 USD, dabei lebten 41,4 % der Bevölkerung unter der Armutsgrenze.

## Orte im Stewart County
Orte im Stewart County mit Einwohnerzahlen der Volkszählung von 2010:
Cities:
- Lumpkin (County Seat) – 2741 Einwohner
- Richland – 1473 Einwohner